# اتا ارابه‌ران
اتا ارابه‌ران یک ستاره است که در صورت فلکی ارابه‌ران قرار دارد.